# Idaea paravalida
Idaea paravalida är en fjärilsart som beskrevs av Sato 1988. Idaea paravalida ingår i släktet Idaea och familjen mätare. Inga underarter finns listade i Catalogue of Life.